# Laoský kip
Kip je národní měnou Laoské lidově demokratické republiky. Jeho mezinárodní ISO 4217 kód je LAK.
Tato měna byla nejdříve zavedena v letech 1945–46 vientianskou vládou, tehdy šlo jen o papírové bankovky. V r. 1954 byly vydány nové kipy po vyhlášení nezávislé konstituční monarchie. Kip měl z počátku podjednotku at (1 kip = 100 atů). Měnu pak přejal i pozdější komunistický režim, vzhledem k dlouhodobější inflaci však byly aty v r. 1979 zrušeny – tehdejší reforma zavedla nové kipy, přičemž nový kip měl hodnotu sta starých kipů.

Kip je nesměnitelnou měnou. V celém Laosu, zejména v městských a turistických oblastech je však poměrně běžně přijímán jako paralelní měna thajský baht.

Teoreticky dále existují mince v hodnotách 1, 5, 10, 20 a 50 kipů, v praxi se lze ovšem setkat jen s bankovkami v hodnotách 500, 1000, 2000, 5000, 10 000, 20 000, 50 000, 100 000. Na bankovkách v hodnotách 2000 – 100 000 kipů je podobizna bývalého presidenta Kaysona Phomvihana (1920–1992).